# Campeonato Brasileiro de Futebol de 1980
O Campeonato Brasileiro de Futebol de 1980, originalmente denominado Taça de Ouro pela CBF, foi a 25.ª edição do Campeonato Brasileiro e foi o primeiro vencido pelo Flamengo de Zico, que durante os anos 1980 iria conquistar outros grandes títulos nacionais e internacionais.
A CBD foi desmembrada e surgiu a CBF. Os clubes mais tradicionais passaram a pressionar a recém-criada confederação a reformar o Campeonato Brasileiro, que vinha crescendo ano a ano em número de participantes, tendo chegado ao recorde de 94 clubes no ano anterior. 
Finalmente, a CBF decidiu dividir o campeonato em três divisões: a Taça de Ouro (com os 40 clubes mais fortes da época), a Taça de Prata e a Taça de Bronze. Mas, ao aplicar de forma particular as recomendações da FIFA sobre acesso e descenso, a CBF criou um inédito mecanismo de "acesso intermediário", no mesmo ano das competições: as quatro equipes melhor classificadas na primeira fase da Taça de Prata passariam a disputar a segunda fase da Taça de Ouro. As demais equipes da Taça de Prata permaneceriam na sua competição, disputando o título do torneio, e ainda duas vagas para a Taça de Ouro do ano seguinte, que acabaram ficando com Londrina e CSA/AL.
Em 1982 estourou o escândalo da Máfia da Loteria Esportiva. Segundo o delegado João Ricardo Louzada, haveria provas concretas de jogos arranjados entre 1979 e 1982.

## Participantes
| Equipe                 | Cidade                | Estado | Título(s)                                  |
| ---------------------- | --------------------- | ------ | ------------------------------------------ |
| America                | Rio de Janeiro        | RJ     | 0 (não possui)                             |
| América-SP             | São José do Rio Preto | SP     | 0 (não possui)                             |
| América de Natal       | Natal                 | RN     | 0 (não possui)                             |
| Americano              | Campos dos Goytacazes | RJ     | 0 (não possui)                             |
| Atlético Goianiense    | Goiânia               | GO     | 0 (não possui)                             |
| Atlético Mineiro       | Belo Horizonte        | MG     | 2 (1937, 1971)                             |
| Bahia                  | Salvador              | BA     | 1 (1959)                                   |
| Bangu                  | Rio de Janeiro        | RJ     | 0 (não possui)                             |
| Botafogo               | Rio de Janeiro        | RJ     | 1 (1968)                                   |
| Botafogo-PB            | João Pessoa           | PB     | 0 (não possui)                             |
| Ceará                  | Fortaleza             | CE     | 0 (não possui)                             |
| Colorado               | Curitiba              | PR     | 0 (não possui)                             |
| Corinthians            | São Paulo             | SP     | 0 (não possui)                             |
| Coritiba               | Curitiba              | PR     | 0 (não possui)                             |
| CRB                    | Maceió                | AL     | 0 (não possui)                             |
| Cruzeiro               | Belo Horizonte        | MG     | 1 (1966)                                   |
| Desportiva Ferroviária | Cariacica             | ES     | 0 (não possui)                             |
| Ferroviário            | Fortaleza             | CE     | 0 (não possui)                             |
| Flamengo               | Rio de Janeiro        | RJ     | 0 (não possui)                             |
| Flamengo-PI            | Teresina              | PI     | 0 (não possui)                             |
| Fluminense             | Rio de Janeiro        | RJ     | 1 (1970)                                   |
| Gama                   | Gama                  | DF     | 0 (não possui)                             |
| Grêmio                 | Porto Alegre          | RS     | 0 (não possui)                             |
| Guarani                | Campinas              | SP     | 1 (1978)                                   |
| Internacional          | Porto Alegre          | RS     | 3 (1975, 1976, 1979)                       |
| Itabaiana              | Itabaiana             | SE     | 0 (não possui)                             |
| Joinville              | Joinville             | SC     | 0 (não possui)                             |
| Maranhão               | São Luís              | MA     | 0 (não possui)                             |
| Mixto                  | Cuiabá                | MT     | 0 (não possui)                             |
| Nacional-AM            | Manaus                | AM     | 0 (não possui)                             |
| Náutico                | Recife                | PE     | 0 (não possui)                             |
| Operário-MS            | Campo Grande          | MS     | 0 (não possui)                             |
| Palmeiras              | São Paulo             | SP     | 6 (1960, 1967, 1967 RGP, 1969, 1972, 1973) |
| Ponte Preta            | Campinas              | SP     | 0 (não possui)                             |
| Portuguesa             | São Paulo             | SP     | 0 (não possui)                             |
| Remo                   | Belém                 | PA     | 0 (não possui)                             |
| Santa Cruz             | Recife                | PE     | 0 (não possui)                             |
| Santos                 | Santos                | SP     | 6 (1961, 1962, 1963, 1964, 1965, 1968 RGP) |
| São Paulo              | São Paulo             | SP     | 1 (1977)                                   |
| São Paulo-RS           | Rio Grande            | RS     | 0 (não possui)                             |
| Sport                  | Recife                | PE     | 0 (não possui)                             |
| Vasco da Gama          | Rio de Janeiro        | RJ     | 1 (1974)                                   |
| Vila Nova              | Goiânia               | GO     | 0 (não possui)                             |
| Vitória                | Salvador              | BA     | 0 (não possui)                             |

## Fórmula de disputa
Primeira Fase: 40 clubes divididos em quatro grupos, sendo dez em cada. Turno único e classificando para a segunda fase os sete primeiros colocados de cada grupo.
Segunda Fase: Os 28 clubes classificados na primeira fase mais os quatro primeiros colocados na primeira fase da Taça de Prata (Americano-RJ, Sport-PE, Bangu-RJ, e América-SP), totalizando 32 clubes, são divididos em oito grupos com quatro clubes em cada. Em dois turnos, classificando-se para a terceira fase os dois primeiros colocados em cada grupo.
Terceira Fase: Quatro grupos com 4 clubes em cada, turno único, e classificando-se para a fase final o primeiro de cada grupo.
Fase Final Semifinais e final, em partidas de ida e volta, classificando-se sempre o clube com o melhor resultado na soma de placares. Nas semifinais, o mando de campo no segundo jogo e a classificação em caso de empate vão para o clube com melhor campanha durante o campeonato. Nas finais, a vantagem (tanto no mando de campo quanto no duplo empate) é do clube com a melhor campanha na semifinal.

## Primeira fase
| Pos. | Equipes     | Pts | J | V | E | D | GP | GC | SG  |
| ---- | ----------- | --- | - | - | - | - | -- | -- | --- |
| 1    | Corinthians | 15  | 9 | 7 | 1 | 1 | 18 | 8  | 10  |
| 2    | Botafogo    | 10  | 9 | 4 | 2 | 3 | 16 | 10 | 6   |
| 3    | Colorado    | 10  | 9 | 4 | 2 | 3 | 9  | 10 | –1  |
| 4    | Remo        | 10  | 9 | 4 | 2 | 3 | 6  | 8  | –2  |
| 5    | Cruzeiro    | 10  | 9 | 3 | 4 | 2 | 9  | 9  | 0   |
| 6    | Joinville   | 9   | 9 | 3 | 3 | 3 | 15 | 9  | 6   |
| 7    | Bahia       | 8   | 9 | 3 | 2 | 4 | 10 | 9  | 1   |
| 8    | Operário-MS | 8   | 9 | 3 | 2 | 4 | 8  | 12 | –4  |
| 9    | CRB         | 5   | 9 | 2 | 1 | 6 | 9  | 13 | –4  |
| 10   | Portuguesa  | 5   | 9 | 2 | 1 | 6 | 7  | 19 | –12 |

| Pos. | Equipes                | Pts | J | V | E | D | GP | GC | SG  |
| ---- | ---------------------- | --- | - | - | - | - | -- | -- | --- |
| 1    | Atlético Mineiro       | 15  | 9 | 7 | 1 | 1 | 22 | 7  | 15  |
| 2    | Fluminense             | 12  | 9 | 4 | 4 | 1 | 18 | 10 | 8   |
| 3    | Palmeiras              | 11  | 9 | 4 | 3 | 2 | 16 | 7  | 9   |
| 4    | Ceará                  | 9   | 9 | 3 | 3 | 3 | 13 | 11 | 2   |
| 5    | Guarani                | 9   | 9 | 3 | 3 | 3 | 9  | 7  | 2   |
| 6    | Vitória                | 9   | 9 | 3 | 3 | 3 | 16 | 17 | –1  |
| 7    | Desportiva Ferroviária | 8   | 9 | 3 | 2 | 4 | 10 | 14 | –4  |
| 8    | América de Natal       | 7   | 9 | 1 | 5 | 3 | 6  | 18 | –12 |
| 9    | Vila Nova              | 6   | 9 | 2 | 2 | 5 | 5  | 15 | –10 |
| 10   | Flamengo-PI            | 4   | 9 | 1 | 2 | 6 | 9  | 18 | –9  |

| Pos. | Equipes       | Pts | J | V | E | D | GP | GC | SG  |
| ---- | ------------- | --- | - | - | - | - | -- | -- | --- |
| 1    | Santos        | 15  | 9 | 7 | 1 | 1 | 17 | 5  | 12  |
| 2    | Flamengo      | 13  | 9 | 5 | 3 | 1 | 16 | 7  | 9   |
| 3    | Botafogo-PB   | 11  | 9 | 5 | 1 | 3 | 14 | 16 | –2  |
| 4    | Internacional | 10  | 9 | 5 | 0 | 4 | 13 | 10 | 3   |
| 5    | Ponte Preta   | 10  | 9 | 4 | 2 | 3 | 20 | 11 | 9   |
| 6    | Ferroviário   | 8   | 9 | 2 | 4 | 3 | 9  | 10 | –1  |
| 7    | Náutico       | 7   | 9 | 2 | 3 | 4 | 12 | 14 | –2  |
| 8    | Itabaiana     | 6   | 9 | 3 | 0 | 6 | 10 | 22 | –12 |
| 9    | Mixto         | 5   | 9 | 2 | 1 | 6 | 11 | 18 | –7  |
| 10   | São Paulo-RS  | 5   | 9 | 1 | 3 | 5 | 6  | 15 | –9  |

| Pos. | Equipes             | Pts | J | V | E | D | GP | GC | SG  |
| ---- | ------------------- | --- | - | - | - | - | -- | -- | --- |
| 1    | Coritiba            | 12  | 9 | 5 | 2 | 2 | 16 | 11 | 5   |
| 2    | Grêmio              | 12  | 9 | 4 | 4 | 1 | 18 | 8  | 10  |
| 3    | São Paulo           | 12  | 9 | 4 | 4 | 1 | 17 | 10 | 7   |
| 4    | Vasco da Gama       | 11  | 9 | 5 | 1 | 3 | 12 | 7  | 5   |
| 5    | Santa Cruz          | 11  | 9 | 4 | 3 | 2 | 12 | 10 | 2   |
| 6    | Atlético Goianiense | 11  | 9 | 3 | 5 | 1 | 11 | 7  | 4   |
| 7    | America             | 6   | 9 | 2 | 2 | 5 | 9  | 11 | –2  |
| 8    | Gama                | 6   | 9 | 1 | 4 | 4 | 9  | 18 | –9  |
| 9    | Nacional-AM         | 5   | 9 | 1 | 3 | 5 | 4  | 15 | –11 |
| 10   | Maranhão            | 4   | 9 | 0 | 4 | 5 | 3  | 14 | –11 |

## Segunda fase

### Grupo A
| Pos | Clube                | P | V | E | D | GP | GC | Pts | Nota          |
| 1   | Vasco da Gama        | 6 | 4 | 2 | 0 | 16 | 5  | 10  | Terceira fase |
| 2   | Corinthians Paulista | 6 | 4 | 1 | 1 | 19 | 9  | 9   | Terceira fase |
| 3   | Náutico Capibaribe   | 6 | 1 | 1 | 4 | 5  | 9  | 3   |               |
| 4   | Vitória              | 6 | 1 | 0 | 5 | 3  | 20 | 2   |               |

### Grupo B
| Pos | Clube     | P | V | E | D | GP | GC | Pts | Nota          |
| 1   | São Paulo | 6 | 3 | 3 | 0 | 15 | 8  | 9   | Terceira fase |
| 2   | Botafogo  | 6 | 3 | 1 | 2 | 11 | 9  | 7   | Terceira fase |
| 3   | Ceará     | 6 | 1 | 2 | 3 | 7  | 11 | 4   |               |
| 4   | Americano | 6 | 1 | 2 | 3 | 2  | 7  | 4   |               |

### Grupo C
| Pos | Clube               | P | V | E | D | GP | GC | Pts | Nota          |
| 1   | Internacional       | 6 | 5 | 0 | 1 | 19 | 6  | 10  | Terceira fase |
| 2   | Atlético Mineiro    | 6 | 5 | 0 | 1 | 15 | 5  | 10  | Terceira fase |
| 3   | Atlético Goianiense | 6 | 1 | 0 | 5 | 5  | 16 | 2   |               |
| 4   | Bahia               | 6 | 1 | 0 | 5 | 5  | 17 | 2   |               |

### Grupo D
| Pos | Clube        | P | V | E | D | GP | GC | Pts | Nota          |
| 1   | Cruzeiro     | 6 | 4 | 2 | 0 | 10 | 2  | 10  | Terceira fase |
| 2   | Fluminense   | 6 | 2 | 3 | 1 | 9  | 6  | 7   | Terceira fase |
| 3   | Sport Recife | 6 | 1 | 2 | 3 | 5  | 8  | 4   |               |
| 4   | Botafogo-PB  | 6 | 0 | 3 | 3 | 4  | 12 | 3   |               |

### Grupo E
| Pos | Clube          | P | V | E | D | GP | GC | Pts | Nota          |
| 1   | Santos         | 6 | 3 | 1 | 2 | 9  | 5  | 7   | Terceira fase |
| 2   | Guarani *      | 6 | 2 | 2 | 2 | 5  | 6  | 6   | Terceira fase |
| 3   | América do Rio | 6 | 2 | 2 | 2 | 5  | 6  | 6   |               |
| 4   | Joinville      | 6 | 1 | 3 | 2 | 5  | 7  | 5   |               |

* Guarani e América do Rio empataram em todos os critérios o que obrigou um jogo desempate. Resultado: 3x2 para o Guarani.

### Grupo F
| Pos | Clube      | P | V | E | D | GP | GC | Pts | Nota          |
| 1   | Flamengo   | 6 | 4 | 2 | 0 | 15 | 6  | 10  | Terceira fase |
| 2   | Palmeiras  | 6 | 2 | 2 | 2 | 10 | 13 | 6   | Terceira fase |
| 3   | Santa Cruz | 6 | 1 | 3 | 2 | 8  | 7  | 5   |               |
| 4   | Bangu      | 6 | 1 | 1 | 4 | 6  | 13 | 3   |               |

### Grupo G
| Pos | Clube                  | P | V | E | D | GP | GC | Pts | Nota          |
| 1   | Coritiba               | 6 | 4 | 2 | 0 | 17 | 3  | 10  | Terceira fase |
| 2   | Desportiva Ferroviária | 6 | 3 | 1 | 2 | 8  | 14 | 7   | Terceira fase |
| 3   | Remo                   | 6 | 2 | 1 | 3 | 8  | 6  | 5   |               |
| 4   | Ferroviário-CE         | 6 | 0 | 2 | 4 | 4  | 14 | 2   |               |

### Grupo H
| Pos | Clube       | P | V | E | D | GP | GC | Pts | Nota          |
| 1   | Grêmio      | 6 | 5 | 0 | 1 | 13 | 5  | 10  | Terceira fase |
| 2   | Ponte Preta | 6 | 4 | 0 | 2 | 8  | 6  | 8   | Terceira fase |
| 3   | Colorado    | 6 | 2 | 0 | 4 | 9  | 7  | 4   |               |
| 4   | América-SP  | 6 | 1 | 0 | 5 | 6  | 18 | 2   |               |

## Terceira fase

### Grupo A
| Pos | Clube            | P | V | E | D | GP | GC | Pts | Nota        |
| 1   | Atlético Mineiro | 3 | 1 | 2 | 0 | 2  | 0  | 4   | Semi-finais |
| 2   | Vasco da Gama    | 3 | 1 | 2 | 0 | 3  | 2  | 4   |             |
| 3   | São Paulo        | 3 | 1 | 1 | 1 | 4  | 4  | 3   |             |
| 4   | Fluminense       | 3 | 0 | 1 | 2 | 3  | 6  | 1   |             |

### Grupo B
| Pos | Clube         | P | V | E | D | GP | GC | Pts | Nota        |
| 1   | Internacional | 3 | 3 | 0 | 0 | 5  | 2  | 6   | Semi-finais |
| 2   | Guarani       | 3 | 1 | 1 | 1 | 3  | 2  | 3   |             |
| 3   | Palmeiras     | 3 | 0 | 2 | 1 | 1  | 2  | 2   |             |
| 4   | Cruzeiro      | 3 | 0 | 1 | 2 | 0  | 3  | 1   |             |

### Grupo C
| Pos | Clube                  | P | V | E | D | GP | GC | Pts | Nota        |
| 1   | Flamengo               | 3 | 2 | 1 | 0 | 6  | 1  | 5   | Semi-finais |
| 2   | Santos                 | 3 | 1 | 1 | 1 | 3  | 2  | 3   |             |
| 3   | Desportiva Ferroviária | 3 | 1 | 1 | 1 | 2  | 4  | 3   |             |
| 4   | Ponte Preta            | 3 | 0 | 1 | 2 | 2  | 6  | 1   |             |

### Grupo D
| Pos | Clube       | P | V | E | D | GP | GC | Pts | Nota        |
| 1   | Coritiba    | 3 | 2 | 0 | 1 | 2  | 1  | 4   | Semi-finais |
| 2   | Grêmio      | 3 | 2 | 0 | 1 | 2  | 5  | 4   |             |
| 3   | Corinthians | 3 | 1 | 1 | 1 | 6  | 2  | 3   |             |
| 4   | Botafogo    | 3 | 0 | 1 | 2 | 1  | 3  | 1   |             |

## Fase final
Em itálico, os times que possuem o mando de campo no primeiro jogo do confronto.
|  | Semifinais       | Semifinais | Semifinais | Semifinais |   |                  | Final | Final | Final | Final |
|  |                  |            |            |            |   |                  |       |       |       |       |
|  | Atlético Mineiro | 1          | 3          | 4          |   |                  |       |       |       |       |
|  | Internacional    | 1          | 0          | 1          |   |                  |       |       |       |       |
|  | Internacional    | 1          | 0          | 1          |   | Atlético Mineiro | 1     | 2     | 3     |       |
|  |                  |            |            |            |   | Atlético Mineiro | 1     | 2     | 3     |       |
|  |                  | Flamengo   | 0          | 3          | 3 |                  |       |       |       |       |
|  | Coritiba         | Flamengo   | 0          | 3          | 3 | 0                | 3     | 3     |       |       |
|  | Coritiba         |            |            |            |   | 0                | 3     | 3     |       |       |
|  | Flamengo         | 2          | 4          | 6          |   |                  |       |       |       |       |

## Final
A final foi protagonizada pelo Flamengo que enfrentou o Atlético Mineiro. Com a vitória no jogo da volta no Maracanã pelo placar de 3x2, o time carioca conquistou seu primeiro título do Campeonato Brasileiro. O segundo jogo da final teve uma arbitragem bastante polêmica, que expulsou três jogadores do Atlético Mineiro, incluindo o atacante Reinaldo.[carece de fontes?] Apesar da igualdade na soma de resultados, o Flamengo foi campeão por ter obtido melhor campanha na semifinal (duas vitórias contra o Coritiba) do que o Atlético (vitória e empate contra o Internacional).

### Primeira partida
| 28 de maio de 1980 | Atlético Mineiro | 1 – 0     | Flamengo | Mineirão, Belo Horizonte                      |
|                    | Reinaldo 55'     | Relatório |          | Público: 90 028 Árbitro: Romualdo Arppi Filho |

| Atlético Mineiro | Flamengo |

| G                | 1  | João Leite      |  |                 |
| LD               | 2  | Orlando         |  | Substituído     |
| Z                | 3  | Osmar           |  |                 |
| Z                | 4  | Luisinho        |  |                 |
| LE               | 6  | Jorge Valença   |  |                 |
| V                | 8  | Chicão          |  |                 |
| V                | 5  | Toninho Cerezo  |  |                 |
| M                | 10 | Palhinha        |  |                 |
| M                | 7  | Pedrinho        |  |                 |
| A                | 9  | Reinaldo        |  |                 |
| A                | 11 | Éder Aleixo     |  |                 |
| Substituições:   |    |                 |  |                 |
| Z                | 17 | Marcos Vinícius |  | Entrou em campo |
| Treinador:       |    |                 |  |                 |
| Procópio Cardoso |    |                 |  |                 |

| G                | 1  | Raul                   |  |                 |
| LD               | 2  | Carlos Alberto         |  |                 |
| Z                | 3  | Rondinelli             |  | Substituído     |
| Z                | 4  | Marinho                |  |                 |
| LE               | 5  | Júnior                 |  |                 |
| V                | 6  | Paulo César Carpegiani |  |                 |
| V                | 8  | Andrade                |  |                 |
| M                | 10 | Tita                   |  |                 |
| A                | 7  | Reinaldo Gueldini      |  |                 |
| A                | 9  | Nunes                  |  |                 |
| A                | 11 | Carlos Henrique        |  | Substituído     |
| Substituições:   |    |                        |  |                 |
| Z                | 16 | Nelson                 |  | Entrou em campo |
| A                | 17 | Anselmo                |  | Entrou em campo |
| Treinador:       |    |                        |  |                 |
| Cláudio Coutinho |    |                        |  |                 |

### Segunda Partida
| 1 de junho de 1980 | Flamengo                | 3 – 2     | Atlético Mineiro | Maracanã, Rio de Janeiro                       |
|                    | Nunes 7' 82' · Zico 44' | Relatório | Reinaldo 8' 66'  | Público: 154 355 Árbitro: José de Assis Aragão |

| Flamengo | Atlético Mineiro |

| G                | 1  | Raul           |  |                 |
| LD               | 2  | Toninho        |  |                 |
| Z                | 3  | Manguito       |  |                 |
| Z                | 4  | Marinho        |  |                 |
| LE               | 5  | Júnior         |  |                 |
| V                | 6  | Carpegiani     |  | Substituído     |
| V                | 8  | Andrade        |  |                 |
| M                | 10 | Zico           |  |                 |
| A                | 7  | Tita           |  |                 |
| A                | 9  | Nunes          |  |                 |
| A                | 11 | Júlio César    |  | Substituído     |
| Substituições:   |    |                |  |                 |
| LD               | 13 | Carlos Alberto |  | Entrou em campo |
| M                | 14 | Adílio         |  | Entrou em campo |
| Treinador:       |    |                |  |                 |
| Cláudio Coutinho |    |                |  |                 |

| G                | 1  | João Leite     |         |                 |
| LD               | 2  | Orlando        |         | Substituído     |
| Z                | 3  | Osmar          |         |                 |
| Z                | 4  | Luisinho       |         | Substituído     |
| LE               | 6  | Jorge Valença  |         |                 |
| V                | 8  | Chicão         | Expulso |                 |
| V                | 5  | Toninho Cerezo |         |                 |
| M                | 10 | Palhinha       | Expulso |                 |
| M                | 7  | Pedrinho       |         |                 |
| A                | 9  | Reinaldo       | Expulso |                 |
| A                | 11 | Éder Aleixo    |         |                 |
| Substituições:   |    |                |         |                 |
| V                | 17 | Geraldo        |         | Entrou em campo |
| Z                | 13 | Silvestre      |         | Entrou em campo |
| Treinador:       |    |                |         |                 |
| Procópio Cardoso |    |                |         |                 |

- Apesar da igualdade na soma de resultados, o Flamengo foi campeão por ter obtido melhor campanha na semifinal (duas vitórias contra o Coritiba) do que o Atlético (vitória e empate contra o Internacional).

## Premiação
| Campeonato Brasileiro de Futebol de 1980         |
| ------------------------------------------------ |
| Clube de Regatas do Flamengo Campeão (1° título) |

## Classificação Final
| Pos | Equipes                | Pts | J  | V  | E | D | GP | GC | SG  | Classificação ou rebaixamento                     |
| --- | ---------------------- | --- | -- | -- | - | - | -- | -- | --- | ------------------------------------------------- |
| 1   | Flamengo               | 34  | 22 | 14 | 6 | 2 | 46 | 20 | +26 | Finalistas e classificados à Libertadores de 1981 |
| 2   | Atlético Mineiro       | 34  | 22 | 15 | 4 | 3 | 46 | 16 | +30 | Finalistas e classificados à Libertadores de 1981 |
| 3   | Internacional          | 27  | 20 | 13 | 1 | 6 | 38 | 22 | +16 | Semifinalistas                                    |
| 4   | Coritiba               | 26  | 20 | 11 | 4 | 5 | 38 | 21 | +17 | Semifinalistas                                    |
| 5   | Corinthians            | 27  | 18 | 12 | 3 | 3 | 43 | 19 | +24 | Eliminados na Terceira Fase                       |
| 6   | Grêmio                 | 26  | 18 | 11 | 4 | 3 | 33 | 18 | +15 | Eliminados na Terceira Fase                       |
| 7   | Santos                 | 25  | 18 | 11 | 3 | 4 | 29 | 12 | +17 | Eliminados na Terceira Fase                       |
| 8   | Vasco da Gama          | 25  | 18 | 10 | 5 | 3 | 31 | 14 | +17 | Eliminados na Terceira Fase                       |
| 9   | São Paulo              | 24  | 18 | 8  | 8 | 2 | 36 | 22 | +14 | Eliminados na Terceira Fase                       |
| 10  | Cruzeiro               | 21  | 18 | 7  | 7 | 4 | 19 | 14 | +5  | Eliminados na Terceira Fase                       |
| 11  | Fluminense             | 20  | 18 | 6  | 8 | 4 | 30 | 22 | +8  | Eliminados na Terceira Fase                       |
| 12  | Ponte Preta            | 19  | 18 | 8  | 3 | 7 | 30 | 23 | +7  | Eliminados na Terceira Fase                       |
| 13  | Palmeiras              | 19  | 18 | 6  | 7 | 5 | 27 | 22 | +5  | Eliminados na Terceira Fase                       |
| 14  | Botafogo               | 18  | 18 | 7  | 4 | 7 | 28 | 22 | +6  | Eliminados na Terceira Fase                       |
| 15  | Desportiva Ferroviária | 18  | 18 | 7  | 4 | 7 | 20 | 32 | -12 | Eliminados na Terceira Fase                       |
| 16  | Guarani                | 18  | 18 | 6  | 6 | 6 | 17 | 15 | +2  | Eliminados na Terceira Fase                       |
| 17  | Santa Cruz             | 16  | 15 | 5  | 6 | 4 | 20 | 17 | +3  | Eliminados na Segunda Fase                        |
| 18  | Remo                   | 15  | 15 | 6  | 3 | 6 | 14 | 14 | 0   | Eliminados na Segunda Fase                        |
| 19  | Colorado               | 14  | 15 | 6  | 2 | 7 | 18 | 17 | +1  | Eliminados na Segunda Fase                        |
| 20  | Botafogo-PB            | 14  | 15 | 5  | 4 | 6 | 18 | 28 | -10 | Eliminados na Segunda Fase                        |
| 21  | Joinville              | 14  | 15 | 4  | 6 | 5 | 20 | 16 | 4   | Eliminados na Segunda Fase                        |
| 22  | Ceará                  | 13  | 15 | 4  | 5 | 6 | 20 | 22 | -2  | Eliminados na Segunda Fase                        |
| 23  | Atlético Goianiense    | 13  | 15 | 4  | 5 | 6 | 16 | 23 | -7  | Eliminados na Segunda Fase                        |
| 24  | America                | 12  | 15 | 4  | 4 | 7 | 14 | 17 | -3  | Eliminados na Segunda Fase                        |
| 25  | Vitória                | 11  | 15 | 4  | 3 | 8 | 19 | 37 | -18 | Eliminados na Segunda Fase                        |
| 26  | Bahia                  | 10  | 15 | 4  | 2 | 9 | 15 | 26 | -11 | Eliminados na Segunda Fase                        |
| 27  | Náutico                | 10  | 15 | 3  | 4 | 8 | 17 | 23 | -6  | Eliminados na Segunda Fase                        |
| 28  | Ferroviário            | 10  | 15 | 2  | 6 | 7 | 13 | 24 | -11 | Eliminados na Segunda Fase                        |
| 29  | Sport(1)               | 4   | 6  | 1  | 2 | 3 | 5  | 8  | -3  | Eliminados na Segunda Fase                        |
| 30  | Americano(1)           | 4   | 6  | 1  | 2 | 3 | 2  | 7  | -5  | Eliminados na Segunda Fase                        |
| 31  | Bangu(1)               | 3   | 6  | 1  | 1 | 4 | 6  | 13 | -7  | Eliminados na Segunda Fase                        |
| 32  | América-SP(1)          | 2   | 6  | 1  | 0 | 5 | 6  | 18 | -12 | Eliminados na Segunda Fase                        |
| 33  | Operário-MS            | 8   | 9  | 3  | 2 | 4 | 8  | 12 | -4  | Eliminados na Primeira Fase                       |
| 34  | América de Natal       | 7   | 9  | 1  | 5 | 3 | 6  | 18 | -12 | Eliminados na Primeira Fase                       |
| 35  | Itabaiana              | 6   | 9  | 3  | 0 | 6 | 10 | 22 | -12 | Eliminados na Primeira Fase                       |
| 36  | Vila Nova              | 6   | 9  | 2  | 2 | 5 | 5  | 15 | -10 | Eliminados na Primeira Fase                       |
| 37  | Gama                   | 6   | 9  | 1  | 4 | 4 | 9  | 18 | -9  | Eliminados na Primeira Fase                       |
| 38  | CRB                    | 5   | 9  | 2  | 1 | 6 | 9  | 13 | -4  | Eliminados na Primeira Fase                       |
| 39  | Mixto                  | 5   | 9  | 2  | 1 | 6 | 11 | 18 | -7  | Eliminados na Primeira Fase                       |
| 40  | Portuguesa             | 5   | 9  | 2  | 1 | 6 | 7  | 19 | -12 | Eliminados na Primeira Fase                       |
| 41  | São Paulo-RS           | 5   | 9  | 1  | 3 | 5 | 6  | 15 | -9  | Eliminados na Primeira Fase                       |
| 42  | Nacional-AM            | 5   | 9  | 1  | 3 | 5 | 4  | 15 | -11 | Eliminados na Primeira Fase                       |
| 43  | Flamengo-PI            | 4   | 9  | 1  | 2 | 6 | 9  | 18 | -9  | Eliminados na Primeira Fase                       |
| 44  | Maranhão               | 4   | 9  | 0  | 4 | 5 | 3  | 14 | -11 | Eliminados na Primeira Fase                       |

1: Sport, Americano, Bangu e América/SP entraram na disputa diretamente na segunda fase, classificados via Taça de Prata (Série B).

## Artilheiros
1. Zico (Flamengo), 21 gols
2. Baltazar (Grêmio) e Bira (Internacional), 14 gols

## Campanha do Campeão
| Nº | Data       | Jogo                            | Fase      | Ref    |
| -- | ---------- | ------------------------------- | --------- | ------ |
| 1  | 24/02/1980 | Santos 0 x 1 Flamengo           | 1ª fase   | [ 4 ]  |
| 2  | 02/03/1980 | Flamengo 1 x 0 Internacional    | 1ª fase   | [ 4 ]  |
| 3  | 06/03/1980 | Flamengo 1 x 2 Botafogo (PB)    | 1ª fase   | [ 5 ]  |
| 4  | 10/03/1980 | Mixto (MT) 0 x 2 Flamengo       | 1ª fase   | [ 6 ]  |
| 5  | 12/03/1980 | Flamengo 2 x 1 Ferroviário      | 1ª fase   | [ 4 ]  |
| 6  | 16/03/1980 | Náutico 2 x 2 Flamengo          | 1ª fase   | [ 4 ]  |
| 7  | 20/03/1980 | Flamengo 5 x 0 Itabaiana        | 1ª fase   | [ 4 ]  |
| 8  | 23/03/1980 | São Paulo (RS) 0 x 0 Flamengo   | 1ª fase   | [ 4 ]  |
| 9  | 30/03/1980 | Flamengo 2 x 2 Ponte Preta      | 1ª fase   | [ 4 ]  |
| 10 | 06/04/1980 | Santa Cruz 0 x 0 Flamengo       | 2ª fase   | [ 4 ]  |
| 11 | 13/04/1980 | Flamengo 6 x 2 Palmeiras        | 2ª fase   | [ 7 ]  |
| 12 | 16/04/1980 | Flamengo 2 x 1 Bangu            | 2ª fase   | [ 4 ]  |
| 13 | 21/04/1980 | Flamengo 2 x 1 Santa Cruz       | 2ª fase   | [ 4 ]  |
| 14 | 27/04/1980 | Palmeiras 2 x 2 Flamengo        | 2ª fase   | [ 4 ]  |
| 15 | 04/05/1980 | Bangu 0 x 3 Flamengo            | 2ª fase   | [ 4 ]  |
| 16 | 10/05/1980 | Flamengo 3 x 0 Desportiva       | 3ª fase   | [ 8 ]  |
| 17 | 14/05/1980 | Ponte Preta 1 x 1 Flamengo      | 3ª fase   | [ 8 ]  |
| 18 | 18/05/1980 | Flamengo 2 x 0 Santos           | 3ª fase   | [ 8 ]  |
| 19 | 21/05/1980 | Coritiba 0 x 2 Flamengo         | Semifinal | [ 9 ]  |
| 20 | 25/05/1980 | Flamengo 4 x 3 Coritiba         | Semifinal | [ 10 ] |
| 21 | 28/05/1980 | Atlético Mineiro 1 x 0 Flamengo | FINAL     | [ 11 ] |
| 22 | 01/06/1980 | Flamengo 3 x 2 Atlético Mineiro | FINAL     | [ 12 ] |